# 原田多加司
原田 多加司（はらだ たかし、1951年6月3日 - ）は、日本の檜皮葺師（ひわだぶきし）、杮葺師（こけらぶきし）。
公益社団法人 全国社寺等屋根工事技術保存会（国連教育科学文化機関「ユネスコ」の無形文化遺産登録団体）の理事、常務理事、副会長などを歴任。伝統建築工匠の技と、木造建造物を受け継ぐための伝統技術の継承を指導しており、著作・講演等も多い。日本建築学会、日本民俗建築学会、建築修復学会会員。

## 経歴
滋賀県近江八幡市で檜皮葺師・杮葺師の9代目・原田年浩（はらだ としひろ）の長男として生まれる。大学卒業後、銀行員を経て、1982年（昭和57年）に「10代目・原田 真光（はらだ しんこう）」を襲名。国宝・重要文化財・宮内庁関係等の指定建造物の保存修理を多数手掛ける。
原田の家系は、江戸時代中後期の明和8年(1777年)に創業をしており、多くの古社寺の棟札（むなふだ=工事の由緒・施工年月・建築主・工匠名・修理記録などを記して、棟木に打ち付ける札）などで確認できる。
一方で、明治後期から海外で建立された樺太（サハリン）や、関東州（中国）、台湾、朝鮮半島、南洋諸島などの外地の神社にも詳しく、建築家、建築史家、宮大工などと、現地をたびたび訪れて調査をしており、その詳細な報告なども公開している。
また、各方面の知識人、専門家などとの交わりも長く、是川銀蔵(相場師、慈善家)、池内紀(ドイツ文学者、元・東京大学教授)、鈴木嘉吉(建築史家、元・奈良国立文化財研究所所長)、西岡常一(宮大工)、西川幸治(京都大学名誉教授、元・滋賀県立大学学長)、安藤邦廣(筑波大学名誉教授)、村井淳志(原田の従弟で金沢大学教授)などとは縁が深く、共著などもある。

## 著作
著書
- 『近世屋根職の研究』（文化財匠会）1996
- 『檜皮葺と杮葺』（学芸出版社）1999 ISBN 4-7615-2222-4
- 『匠の技』（文化財匠会）2000
- 『檜皮葺 職人せんとや生まれけん』（理工学社）2002 ISBN 4-8445-3032-1
- 『屋根 檜皮葺と杮葺（ものと人間の文化史 112）』（法政大学出版局）2003  (のちに電子書籍も) ISBN 4-588-21121-8
- 『海外神社』（文化財匠会）2004
- 『屋根の日本史ー職人が案内する古建築の魅力（中公新書 1777）』（中央公論新社）2004（のちに電子書籍も）ISBN 4-12-101777-3
- 『古建築修復に生きるー屋根職人の世界（歴史文化ライブラリー 186）』（吉川弘文館）2005（のちに電子書籍も）ISBN 4-642-05586-X
- 『職人暮らし（ちくま新書 562）』（筑摩書房）2005 (のちに電子書籍も) ISBN 4-480-06259-9
- 『今を生きるー職人の夢と現実』（彰国社）2009 ISBN 4-458-01265-7
- 『The Japanese Temples and Shrines』-National Organization for Skills Preservation of Roofing Construction-(Warner Publishing) 2012

共編著・分担執筆
- 『日本の伝統美と技を守る人々』（文化庁月報・ぎょうせい）1996
- 『国宝への旅』（NHK出版）1998 (のちに電子書籍も) ISBN 4-14-084030-7
- 『檜皮葺・杮葺』（公益財団法人 文化財建造物保存技術協会）1998
- 『近代神社景観』（中央公論美術出版）1999
- 『地域文化財の保存修復-現状・課題・これから-』(奈良国立文化財研究所)  2000
- 『近江八幡市の歴史 第１巻・街道と街なみ』（近江八幡市）2004
- 『働くとはどういうことか』（日本弘道館）2006
- 『屋根の見方と見せ方』（不動産流通研究所）2006
- 『近江八幡市の歴史 第２巻・匠と技』（近江八幡市）2006
- 『文化財建造物保存技術資料集・平成19年度』(文化財修理技術保存連盟) 2007
- 『職人にみる修練と努力』（金子書房）2007
- 『雨と生きる住まい』（LIXIL出版）2014 ISBN 978-4-86480-905-4
- 『日本文化事典』(丸善出版）2016 ISBN 978-4-621-08979-8

## 注
1. ↑  原田の家系は、江戸時代中期の明和8年（1771年）に創業しており、多加司で10代目となる

## 参考サイト
- 国立国会図書館「レファレンス 協同データベース」
- 宮内庁京都事務所「年報」
- 文化庁 文化遺産オンライン
- 独立行政法人　国立文化財機構・奈良文化財研究所「公式サイト」
- 東京大学大学院　新領域創成科学研究科　環境学研究系
- 京都大学フィールド科学教育研究センター
- 北海道大学北方生物圏フィールド科学センター　森林圏ステーション
- 京都工芸繊維大学大学院工芸科学研究科
- 九州大学大学院農学研究院　環境農学部門
- 公益財団法人　京都市埋蔵文化財研究所
- 林野庁　近畿中国森林管理局
- 兵庫県篠山市「厚さ３ミリ 気概込め 檜皮採取」
- 丹波図鑑・手仕事編「檜皮ぶき」
- 天皇陛下御即位記念「令和のお屋根替え」

| スタブアイコン | サブスタブ | この項目は、まだ閲覧者の調べものの参照としては役立たない、人物に関連した書きかけの項目です。この項目を加筆・訂正などしてくださる協力者を求めています（P:人物伝/PJ:人物伝）。 |